# Asiarge centralis
Asiarge centralis — вид перетинчастокрилих комах родини Argidae, один з видів невеликого центральноазійського роду Asiarge. Вид поширений у провінції Внутрішня Монголія на півночі Китаю.
Вид описаний російським ентомологом Всеволодом Гусаковським за однією особиною самця, зібраною в експедиції Петра Козлова 1909 року з долини річки Едзін-Гол, самиці невідомі. 
Від двох інших видів роду відрізняється невеликими морфологічними деталями, зокрема наявністю та розташуванням глибоких крапок на тергітах черевця, довжиною джгутика антен та особливостями будови статевих органів.